# 詹姆斯·K·瓦达曼
詹姆斯·金布尔·瓦达曼（英語：James Kimble Vardaman，1861年7月26日—1930年6月25日）为美国民主党籍政治人物，于1904年至1908年间担任密西西比州州长。他随后于1912年参加了联邦参议员选举。此次选举的民主党初选以普选的方式决定，瓦达曼在此次选举中击败了现任议员勒罗伊·珀西。而随后的决选则由州议会举行，瓦达曼在没有对手的情况下取得了胜利。他于1913年至1919年间担任联邦参议员一职。
瓦达曼被称为“白人大酋长”，因提倡白人至上主义和民粹主义而广受选民青睐。他甚至还扬言“如有必要，该州的每一个黑人都应被私刑处死，以维护白人至高无上的地位。”此外瓦达曼还与左翼民粹主义者结盟，并支持针对银行、铁路和关税所进行的进步主义改革。他吸引了底层白人、自耕农以及工人阶级。而在担任州长期间，瓦达曼倡导对企业进行监管并通过了《童工法》。于此同时，瓦达曼在有轨电车上施行种族隔离制度，剥夺了非裔接受教育的权利，并且一直在维系专门针对非裔的私刑制度。

## 早年生活及教育
瓦达曼于1861年7月26日出生于德克萨斯州杰克逊县，当时此地正处于美利坚联盟国的控制之下。之后瓦达曼迁居密西西比州，在那里他学习并通过了律师资格考试。瓦达曼还曾定居于密西西比州格林伍德，并担任《格林伍德联邦报》编辑。

## 政治生涯

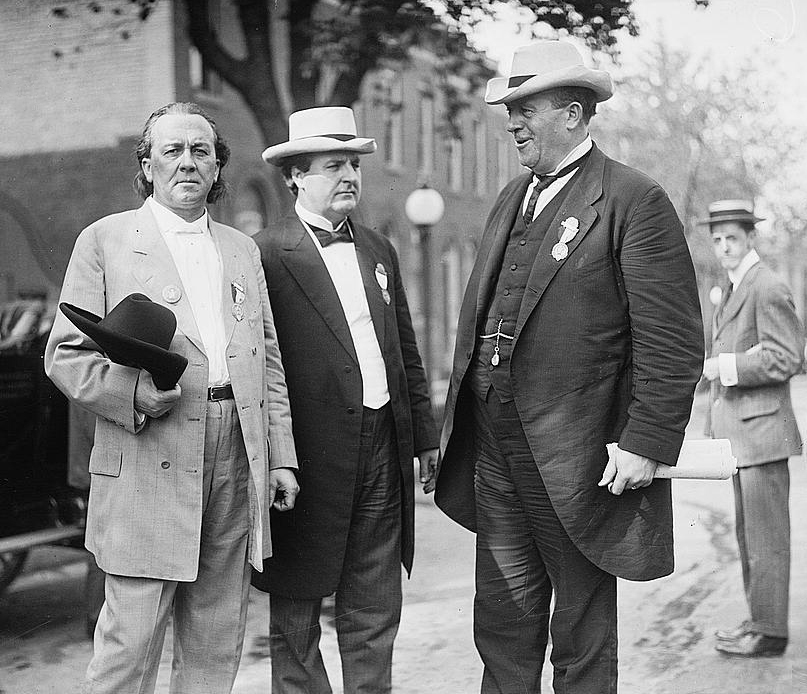
1912年瓦达曼与詹姆斯·托马斯·赫夫林以及奥利·默里·詹姆斯的合影

### 早期政治生涯
瓦达曼于1890年至1896年间以民主党人的身份担任密西西比州众议院议员，并于1894年成为议长。他因其民粹主义主张对普通民众的吸引力而闻名。在通过压制非裔投票从而控制了密西西比州议会后，该州民主党通过了《1890年密西西比州宪法》。这部宪法设置了关于人头税:471以及读写测试的条款，这些条款增加了选民登记的难度，从而实现剥夺非裔选举权的目的。
在谈及这部宪法时，瓦达曼直言其观点：
在这一问题上无须讳言……密西西比州1890年召开制宪会议的目的就是为了将黑鬼从政治中消灭。并非像某些卫道士给你灌输的那样‘无知且恶毒’，但是黑鬼……让世界知道它的本来面目……在密西西比州，我们的宪法反对黑人的种族特性……倘若这种机制失效，我们将采取其他手段。
美西战争期间，瓦达曼以美国陆军少校的身份在波多黎各服役。

### 密西西比州州长
瓦达曼曾于1895年和1899年两度参加州长选举的民主党初选，但均以失败告终。由于当时民主党在密西西比州占据主导地位，因此赢得民主党初选就意味着稳赢最终胜利。之后瓦达曼参加了1903年的州长选举并最终获胜。在竞选过程中，瓦达曼表示“投票支持瓦达曼就是投票支持白人至上，就是投票支持打击罗斯福及其拥趸带给黑人的嚣张气焰，……就是投票支持对家庭及妇女儿童的安全保障。”
1906年12月，位于密西西比州肯珀县的斯库巴及瓦哈拉克发生了针对非裔的白人骚乱，瓦达曼州长携该州国民警卫队前往斯库巴稳定局势。在此次骚乱中共有两名白人和十三名黑人遇害，当时美联社和《纽约时报》等媒体皆对此事进行了报道。
截至1910年，瓦达曼构建了一个由底层白人农民及产业工人所组成的政治联盟。这一群体以“红脖”自居，甚至在举行政治集会或餐会时都要佩戴红色的领巾。瓦达曼主张密西西比州实施针对非裔的种族主义政策，甚至支持通过法外处决来维持白人至高无上的地位。在1877年至1950年间，密西西比州的法外处决次数位居全美之最。他的政治主张使其获得了“白人大酋长”的称号。

### 联邦参议员

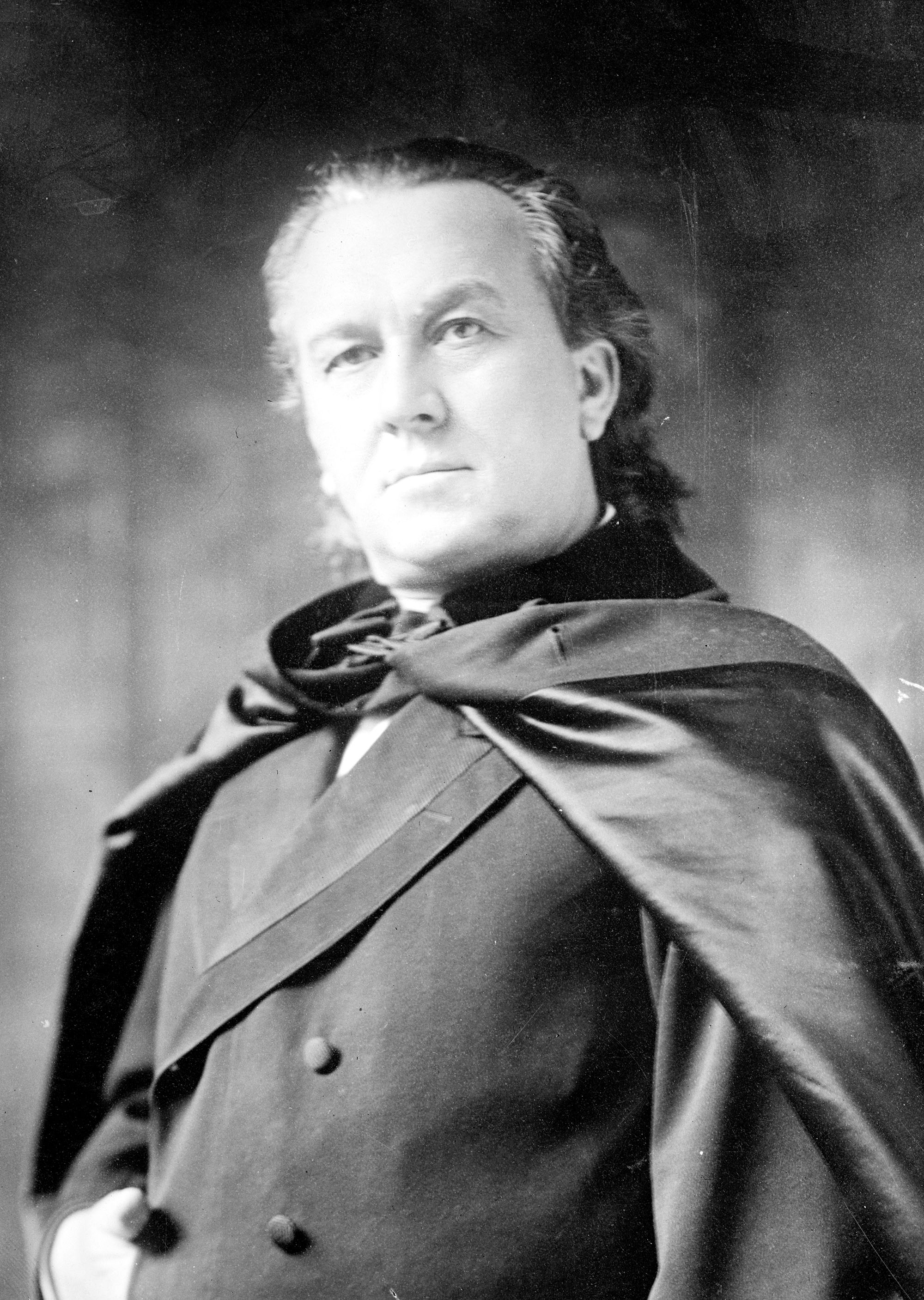
担任联邦参议员期间的瓦达曼

1912年，瓦达曼在联邦参议员选举民主党初选中击败了身为种植园主的现任议员勒罗伊·珀西，成为该州首个通过普选产生的民主党联邦参议员选举提名人。瓦达曼的竞选纲领是废除赋予黑人投票以及其他权利的美国宪法第十四和第十五修正案。在由州议会进行的决选中，瓦达曼在没有对手的情况下顺利当选。随后他于1913年至1919年间担任联邦参议员。在对德宣战的表决中，瓦达曼和其他五位参议员投下了反对票，以避免美国卷入第一次世界大战。之后在1918年的联邦参议员选举中，瓦达曼试图竞选连任，但最终在初选中落败。
1922年，瓦达曼试图再度参选联邦参议员，但在民主党初选第二轮选举中以将近9000票的差距被曾任联邦众议员的休伯特·D·斯蒂芬斯击败。

### 措辞
瓦达曼以其具有挑衅性质的措辞而闻名，他曾称呼西奥多·罗斯福总统为“卑鄙且具有浣熊气味的通婚主义者”。在对于非裔儿童教育的问题上，瓦达曼表示：“黑人教育的唯一作用就是毁掉一个优秀的干农活者，然后造就一个傲慢无礼的厨子。”此外他还表示：“书本上的知识似乎不会给黑人带来实质性的好处，反而会使其更为狡猾。同时这还会使他们产生不切实际的幻想，并助长其懒惰，进而导致犯罪。”:105
在塔斯基吉大学校长布克·T·华盛顿与罗斯福总统共进晚餐后，瓦达曼称白宫“充满了黑鬼的气味，甚至就连老鼠都躲进了马厩”。在谈及布克·华盛顿在政治中所扮演的角色时，瓦达曼称：“我反对黑鬼投票，这与他所标榜的道德水平和心理素质无关。我同样反对披着盎格鲁-撒克逊外衣的布克·华盛顿投票，在我看来他和每天给我擦鞋的椰子头、巧克力肤色的小浣熊安迪·多森一样，不适合履行投票这种作为公民的最高义务。”

## 个人生活及死后遗产

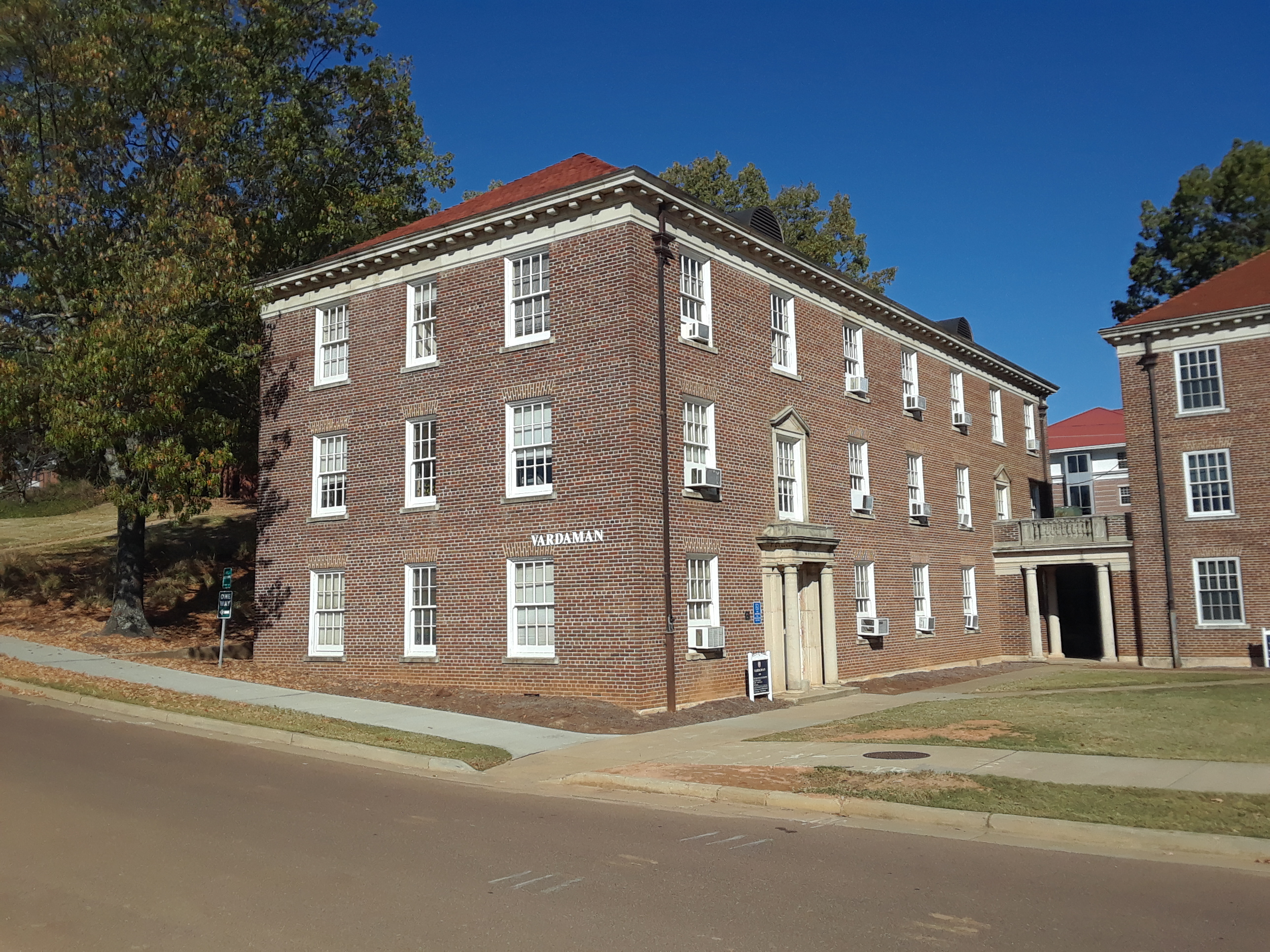
位于密西西比大学的瓦达曼厅

瓦达曼与安娜·伯利森·鲁宾逊结婚，其子小詹姆斯·K·瓦达曼曾于1946年至1958年间担任联邦储备委员会理事。瓦达曼于1930年6月25日在位于亚拉巴马州伯明翰的伯明翰医院去世，享年68岁。
位于密西西比州卡尔霍恩县的瓦达曼镇正是以他的名字命名的。除此之外密西西比大学的瓦达曼厅亦得名于此，该建筑自1929年建立起便一直是这个名字。密西西比大学早在2017年7月时便宣布将从中会移除其名，但直至2020年6月仍未落实。

## 流行文化
在威廉·福克纳的小说《我弥留之际》中，本德仑家族就有成员名叫瓦达曼。这是因为本德仑家族是农村底层白人家族，为瓦达曼州长的主要支持者。而在福克纳的另一部小说《尘埃中的旗帜》中，瓦达曼州长的名字曾两次被书中人物所提及，提到他的人皆对其表示钦佩。

## 延伸阅读
- Holmes, William F. . Baton Rouge: Louisiana State University Press. 1970. ISBN 0807109312.